# Маслово (Речанское сельское поселение)
Маслово — деревня в Торопецком районе Тверской области. Входит в состав Речанского сельского поселения.

## География
Находится в западной части Тверской области на расстоянии приблизительно 13 км на восток-юго-восток по прямой от районного центра города Торопец.

## История
Была отмечена на карте 1838 года. В 1877 году здесь (усадьба Торопецкого уезда Псковской губернии) было учтено 2 двора.

## Население
Численность населения: 10 человек (1877 год), 6 (русские 100 %) в 2002 году, 6 в 2010.